# Джули Мърфи
Джули Мърфи (на английски: Julie Murphy) е американска писателка на произведения в жанра съвременен любовен роман.

## Биография и творчество
Джули Мърфи е родена на 8 ноември 1985 г. в Бриджпорт, Кънектикът, САЩ.
След дипломирането си работи като библиотекарка. Заедно с работата си започва да пише романи.
През 2014 г. е издаден дебютният ѝ роман „Side Effects May Vary“. Той е оценен високо от критиката.
През 2015 г. е издаден вторият ѝ роман „Бухтичка“, който става бестселър №1 в списъка на „Ню Йорк Таймс“. През 2018 г. Нетфликс продуцират филмова адаптация с Дженифър Анистън.
Мърфи е бисексуална. Тя живее със семейството си във Форт Уърт, Тексас.

## Произведения

### Самостоятелни романи
- Side Effects May Vary (2014)
- Dumplin' (2015) 
Бухтичка, изд.: „Софтпрес“, София (2016), прев. Виктория Иванова
- Ramona Drowning (2017)